# Piedra Blanca
Piedra Blanca (literalmente, "Pedra Branca") é um município da República Dominicana pertencente à província de Monseñor Nouel.
Sua população estimada em 2012 era de 24 785 habitantes.